# Bijeli Božić (pjesma)
Bijeli Božić (engleski: White Christmas) je Božićna pjesma koju je 1940. godine skladao Irving Berlin. Pjesma opisuje staromodni ugođaj snježnog Božića. Prema Guinessovoj knjizi rekorda pjesma je u izvedbi Binga Crosbyja postala najprodavaniji singl svih vremena. Prevedena je na mnoge svjetske jezike, a otpjevalo ju je više od 150 različitih pjevača, u preko 500 različitih obrada. Računa se da je prodana u nakladi od preko 100 milijuna primjeraka. Smatra se klasikom američkih Božićnih pjesama.

## Nastanak
Postoje različiti podatci o tome kada je i gdje Berlin napisao i skladao pjesmu. Prema jednoj priči napisao ju je 1940. godine u toploj La Quinti u Kaliforniji dok je odsjedao u istoimenome hotelu, učestalom hollywoodskom utočištu kojim se služio i pisac, redatelj i producent Frank Capra, iako je hotel Arizona Biltmore tvrdio kako je pjesma bila napisana tamo. Berlin je mnogo puta probdio cijele noći pišući — jednom je prilikom rekao svojoj sekretarici: "Uzmi olovku i ispiši ovu pjesmu. Upravo sam napisao najbolju pjesmu koju sam ikada napisao — kvrapcu, upravo sam napisao najbolju pjesmu koju je ikad itko napisao!".

## Inačica Binga Crosbyja
Prvu službenu izvedbu pjesme napravio je Bing Crosby tijekom svojeg radio programa na stanici NBC pod imenom The Kraft Music Hall 25. prosinca 1941.; primjerak snimke s radio programa nalazi se u vlasništvu Crosbyjeve nekretnine te je bio posuđen informativnoj emisiji CBS News Sunday Morning za njen program koji se odvio na Božić 2011. Naknadno je snimio pjesmu s orkestrom John Scott Trotter Orchestra i zborom Darby Singers Kena Darbyja za diskografsku kuću Decca Records u samo 18 minuta 29. svibnja 1942. godine te je bila objavljena 30. srpnja kao dio albuma koji se sastojao od šest gramofonskih ploča za mjuzikl Holiday Inn. U početku Crosby nije vidio ništa posebno u pjesmi. Samo je izjavio: "Ne bih rekao da imamo ikakvih problema s tom [pjesmom], Irving." Pjesma je postavila i utvrdila činjenicu da bi u budućnosti moglo biti više komercijalno uspješnih božićnih pjesama.
Pjesma u početku nije postigla velik uspjeh te ju je zasjenio prvi hit Holiday Inna pod imenom "Be Careful, It's My Heart". Krajem listopada 1942., "Bijeli Božić" se našao na prvom mjestu glazbene ljestvice Your Hit Parade na kojem je ostao sve do sljedeće godine. Često je bilo potvrđeno kako je mješavina melankolije  — "just like the ones I used to know" ("kakve sam nekoć znao") — s utješnim slikama svoga doma — "where the treetops glisten" ("gdje krošnje sjaju") — jako odjeknula među slušateljima tijekom Drugog svjetskog rata. Nekoliko tjedana nakon napada na Pearl Harbor, Crosby je predstavio “Bijeli Božić” tijekom Božićnog prijenosa. American Forces Network je bio preplavljen zahtjevima za pjesmu. Snimka je poznata i po Crosbyjevom zviždanju tijekom drugog refrena.
Samo 1942. godine Crosbyjeva je snimka provela jedanaest tjedana na vrhu Billboardove ljestvice. Izvorna se inačica skladbe također našla na prvom mjestu na ljestvici Harlem Hit Parade te se na njemu nalazila tri tjedna, čineći tako ovu pjesmu ujedno i prvim Crosbyjevim pojavljivanjem na ljestvici orijentiranoj prema glazbi Afroamerikanaca. Pošto ga je Decca bila ponovno objavila, singl se opet vratio na prvo mjesto tijekom blagdana 1945. i 1946. godine (prema ljestvici datiranoj 4. siječnja 1947.), tako postajući jedini singl koji je tri puta bio zasebno objavljen i dosegao prvo mjesto američkih ljestvica. Snimka se često vraćala na ljestvice, ponovno se pojavljujući godišnje na popularnim ljestvicama dvadeset zasebnih puta prije nego što je časopis Billboard stvorio posebnu božićnu ljestvicu za sezonska izdanja.
Za pojavljivanje u Holiday Innu skladba je osvojila Oscar za najbolju originalnu pjesmu 1943. godine. U filmu Crosby pjeva "Bijeli Božić" u obliku dueta s glumicom Marjorie Reynolds, iako je njen glas presnimila Martha Mears. Ova danas poznata scena nije bila u izvornom planu kinematografa. U scenariju je izvorno pisalo da će samo Reynolds, bez Crosbyja, pjevati pjesmu. Pjesma će se pojaviti u još jednom Crosbyjevom filmu, mjuziklu Bijeli Božić iz 1954. godine. Navedeni je film postao najuspješniji film 1954. godine.
Inačica pjesme koja se danas najčešće čuje na radiju tijekom Božićnih blagdana je nova snimka iz 1947. godine. Izvorni je master iz 1942. godine bio oštećen zbog učestale uporabe. Crosby je ponovno snimio skladbu 19. ožujka 1947. te su ga ponovno popratili Trotterov orkestar i Darby Singers, trudeći se što bolje reproducirati izvornu snimku. Nova je snimka prepoznatljiva po dodatku flauta i čeleste na samom početku pjesme.
Iako je Crosby negirao svoju ulogu u uspjehu pjesme, kasnije komenirajući da bi ju "čavka s usnenom raspuklinom mogla pjevati uspješno", bio je povezivan s njom tijekom cijele svoje karijere.
Inačica iz 1947. se pojavila u filmu Polar Express iz 2004. godine.
Originalni prepjev (tekst s novim riječima) i aranžman je napravio sarajevski skladatelj Saša Lošić za slovensku predstavu "Elves Deluxe", a kasnije i za grupu Crvena jabuka s kojom je snimio pjesmu kao gostujući pjevač.

## Prodaja
Crosbyjev je singl "Bijeli Božić" bio prodan u više od 50 milijuna primjeraka, više od bilo kojeg drugog glazbenog izdanja te je zbog toga najprodavaniji singl svih vremena širom svijeta. Inačica Guinnessove knjige svjetskih rekorda iz 2009. navodi kako je pjesme prodana u 100 milijuna primjeraka, obuhvaćajući sve inačice pjesme, uključujući i one na albumima. Crosbyjeva je blagdanska kompilacija Merry Christmas bila prvi puta objavljena na gramofonskoj ploči 1949. godine te se od tada konstantno objavljuje.
Često se dovodilo u pitanje je li ili nije ovo Crosbyjev najprodavaniji singl zbog manjka informacija o prodaji "Bijelog Božića" jer je njegova snimka bila objavljena prije nastanka modernih ljestvica singlova u SAD-u i Ujedinjenom Kraljevstvu. Međutim, nakon pažljivog istraživanja, Guinnessova knjiga rekorda je 2007. zaključila da je širom svijeta Crosbyjeva snimka "Bijelog Božića", po njenoj procjeni, bila prodana u najmanje 50 milijuna primjeraka te da je "Candle in the Wind 1997", snimka Eltona Johna, bila prodana u 33 milijuna primjeraka, čineći tako Crosbyjevu snimku najprodavanijim singlom svih vremena. Međutim, knjiga je u svojem izdanju iz 2009. godine najnovijim informacijama odlučila dodatno ljubazno pripomoći pri smirivanju kontroverzi izjavljujući kako su i Johnova i Crosbyjeva pjesma "pobjednice", dodatno objašnjavajući da je Johnova skladba "najprodavaniji singl od nastanka britanskih i američkih ljestvica singlova 1950-ih", pritom i dalje komentirajući kako je "najprodavaniji singl svih vremena bio objavljen prije prvih popularnih ljestvica" te da ta titula pripada "Bijelom Božiću" za koji je izjavila kako je "bio uvršten na mjesto svjetskog najprodavanijeg singla u prvoj objavljenoj knjizi Guinnessovoj knjizi rekorda (iz 1955. godine) te da, začudo, još nosi titulu malo više od 50 godina kasnije."

## Povijesni utjecaj
Godine 1999. National Public Radio je uvrstio pjesmu u ljestvicu "NPR 100" čiji je cilj skupiti stotinu najbitnijih američkih glazbenih radova dvadesetog stoljeća. Crosbyjeva se inačica pjesme usto nalazi na drugom mjestu popisa "Songs of the Century"; prvo mjesto te liste zauzela je pjesma "Over the Rainbow" pjevačice Judy Garland. Godine 2002. je izvorna inačica iz 1942. bila jedna od 50 povjesno značajanih snimaka koje je odabrala Kongresna biblioteka kako bi bile uvrštene u Nacionalni registar snimaka. Godine 2004. pjesma se našla na petom mjestu pregleda AFI's 100 Years...100 Songs o najboljim pjesmama iz američkih filmova.
Snimka je emitirao radio Armed Forces Radio 30. travnja 1975. kao tajni, pripremljeni signal kako bi se ubrzala američka evakuacija iz Saigona.